# Vinegar Joe (hudební skupina)
Vinegar Joe byla britská R&B skupina působící začátkem 70. let, která byla známá pro svá živá vystoupení. Jádro skupiny tvořili zpěváci Elkie Brooks a Robert Palmer, baskytarista Steve York, klávesista Tim Hinkley a kytarista Pete Gage, který také hrál na piano. Conrad Isidore hrál na bicí na jejich prvním albu Vinegar Joe. Jejich debutové LP album bylo vydáno v dubnu 1972.
Za svého působení vydali celkem tři alba, na značce Island Records ve Spojeném království (v USA na značce Atco Records). Koncem roku 1973 se skupina rozpadla, Brooks a Palmer se vydali na sólovou dráhu.

## Diskografie
- Vinegar Joe - Island (UK), Atco (U.S.) 1972 (re-issued on Lemon)
- Rock'n Roll Gypsies - Island (UK), Atco (U.S.) 1972
- Six Star General - Island (UK), Atco (U.S.) 1973

## Další hudebníci
- Jim Mullen - kytara
- Dave Thompson - klávesy
- Dave Brooks - tenor saxofon
- Mike Deacon - klávesy
- Keef Hartley - bicí
- John Woods - bicí
- Pete Gavin - bicí
- Rob Tait - bicí
- Gasper Lawall - perkusy